# Zwavelgors
De zwavelgors (Emberiza sulphurata) is een zangvogel uit de familie van gorzen (Emberizidae).

## Verspreiding en leefgebied
Deze soort komt voor in Japan en Korea.